# 扁核木属
扁核木属（学名：Prinsepia）是蔷薇科梅亚科的一个属。该属植物多生长在印度、中国和孟加拉国等地，其果实类似樱桃。东北扁核木的最常见变种能在−35℃的低温状态下生存。扁核木的属名来源于古文物研究者、建筑师詹姆斯·普林瑟普（James Prinsep）的名字。他担任过印度加尔各答亚洲学会的秘书，是著名的印度英裔家族——普林瑟普家族的成员。该家族的好几代人对印度的政治产生过重要影响。

## 下属物种
- Prinsepia scandens
- 东北扁核木 Prinsepia sinensis
- 蕤核 Prinsepia uniflora
  - 齿叶蕤核（齿叶扁核木） Prinsepia uniflora var. serrata
  - 蕤核(原变种) Prinsepia uniflora var. uniflora
- 扁核木 Prinsepia utilis